# Jérôme Savary
Jérôme Savary, (Buenos Aires, 27 de juny de 1942 - Levallois-Perret, 4 de març de 2013) és un actor, director de teatre i autor dramàtic, trompetista, i també guionista i director de cinema, de nacionalitat argentina i francesa, trilingüe (francès, castellà i anglès), conegut internacionalment i reconegut com a expert en arts escèniques.
A partir del 1965, resident a París (anteriorment havia viscut a Nova York i Buenos Aires). El 1968 va fundar una companyia de cabaret d'avantguarda anomenada Le Grand Magic Circus et Ses Animaux Tristes (el gran circ màgic i els seus animals tristos). El 1975 va dirigir la pel·lícula, burlesque, La filla del guardabarrera (La fille du garde-barrière), protagonitzada per l'actriu Mona Mour. Va fer una adaptació teatral d'Astèrix el Gal el 1988. Va dirigir i escriure (amb Quim Monzó) l'obra dramàtica El tango de Don Joan, que es va estrenar al teatre Romea. També ha estat director de comèdia musical: Cabaret, 1988, la Révolution Française, 1989, Metropolis, 1989, i Zazou, 1990, entre d'altres. El 1996 va ser nomenat director del Téâtre National de Chaillot de París. Posteriorment, va ser director de l'Teatre Nacional de l'Opéra-Comique, també a París, 2000-2007.

## Condecoracions
Jérôme Savary va ser condecorat com a Chevalier de la Légion d'Honneur (cavaller de la Legió d'Honor) i de l'Ordre des Arts et des Lettres (orde de les arts i les lletres).

## Àudio
- Looking for/à la recherche de Josephine. New Orleans for ever (CD+3 videoclips), comèdia musical de Jérôme Savary (enregistrament en directe a Madrid, Espanya. Lrn Production, 2006.

## Vídeo
- Mistinguett. La dernière revue, comèdia musical. Amb Liliane Montevecchi. Direcció: Jérôme Savary. Sony Music Video. 2002.

## Filmografia
- La Fille du garde-barrière, França, 1975.